# Рейно, Морис
Мори́с Огюст Габриэль Рейно́ (фр. Maurice Auguste Gabriel Raynaud, 5 июля 1834, Париж, Франция — 29 июня 1881, Париж, Франция) — французский врач, педагог и учёный, описавший заболевание, названное впоследствии его именем — болезнь Рейно.

## Биография
Родился в семье профессора университета. Образование получил на медицинском факультете Парижского университета. В 1862 году после защиты диссертации получил степень доктора медицины. Кроме доктора медицины, он защитил степень доктора литературы за работы «Асклепиад из Вифинии, врач и философ» и «Медицина во времена Мольера».
В 1865 году стал специалистом по госпитальной медицине за работы «Повышение температуры без воспаления» (Des hyperémies non phlegmasiques) и «Об отвлечении» (De la révulsion).
Работал в парижских больницах Отель-Дьё, Ларибуазьер и Шарите.
В 1869 году получил должность преподавателя на медицинском факультете.
Возведён в офицеры Ордена Почётного легиона в 1871 году.
В 1879 году избран членом Медицинской академии.
Рейно был прекрасным педагогом и замечательным врачом. Кроме лечебной и педагогической деятельности, он серьёзно занимался научной литературой. Им была написана книга «Слюна ребёнка, умершего от бешенства», на результатах исследований проведённых совместно с Л. Пастером и О. Ланнелонгом.
Умер 29 июня 1881 года от заболевания сердца.